# Brothers (Lil Tjay)
Brothers è un singolo del rapper statunitense Lil Tjay, pubblicato il 9 luglio 2018.

## Tracce
1. Brothers – 3:35